# Từ mông đến miệng
Từ mông đến miệng (tiếng Anh: ass to mouth, viết tắt: A2M hay ATM) là từ lóng chỉ hành động rút dương vật ra khỏi hậu môn của bạn tình rồi cho ngay vào miệng của họ.

## Vấn đề sức khỏe
Việc ngậm dương vật ngay sau khi vừa quan hệ hậu môn có thể gây lây nhiễm một số bệnh xã hội như lậu, giang mai. Người ngậm cũng gặp phải những vấn đề về vệ sinh vì hậu môn là bộ phận bài tiết các chất thải của cơ thể.